# ۲۳ جمادی‌الثانی
۲۳ جمادی‌الثانی، بیست و سومین روز از ماه جمادی‌الثانی در تقویم هجری قمری است.
در تقویم هجری قمری قراردادی این روز صد و هفتادمین روز سال است.

## زادگان
- خطیب بغدادی
- ۱۳۷۸ - شهره صولتی، خوانندهٔ ایرانی.